# I'm Dancing as Fat as I Can
«I'm Dancing as Fat as I Can» (укр. «Я танцюю так жирно, як можу») — тринадцята серія тридцятого сезону мультсеріалу «Сімпсони», прем'єра якої відбулась 10 лютого 2019 року у США на телеканалі «Fox».

## Сюжет
Барт телефонує Гомеру вночі під час сну, оскільки йому набридають витівки Мілгауса, але Гомер відмовляється його забрати. Під час чергового дзвінка, Мардж отримує звістку про те, що її тітка Юніс вмирає і що вона повинна прилетіти. Перед від'їздом Мардж змушує Гомера пообіцяти не дивитись нового сезону «Чудних Чуд» (англ. Order Stuff) на Netflix без неї.
Поки Гомер доглядає за Меґґі, Барт і Ліса починають дивитися за «Чудні Чуда» (бо вони жодної обіцянки не давали). Не бажаючи порушувати обіцянку, Гомер швидко вимикає телевізор.
Тим часом у Красті проводиться конкурс написання есе під назвою «Іграшкоштовханина Красті» (англ. Krusty's Toy Trample!). Головний приз — участь у п'ятихвилинному шопінгу в його магазині іграшок, після чого переможець отримує всі зібрані іграшки.
Наступного дня на роботі він жахається, що його колеги, вже переглянули шоу. Зрештою, він вирішує подивитися інші шоу на Netflix, щоб протистояти спокусі. Однак, Тед Сарандос (сформований алгоритмами платформи) переконує Гомера нарешті продивитись весь сезон серіалу… допоки Мардж не повертається додому і розлючується на нього за те, що він не дотримав обіцянки.
Згодом, Сарандос знову дає пораду Гомерові, і говорить йому, що Мардж любить дивитися танцювальні шоу. Дотримуючись цієї поради, Гомер йде до танцювальної студії, щоб почати вчитися танцювати. У його викладачки Джулія виникають проблеми з його навчанням, тому вона кличе набагато жорсткішу інструкторку.
Тим часом Барт, Мілгаус і Ральф Віггам за результатами есе оголошені фіналістами «Іграшкоштовханини Красті». Конкурс проводиться між Баром і Міллгаусом, але врешті-решт виграє Ральф, захопивши обидва їх візки. Ральф дарує Лісі іграшковий поні як подяку за те, що та за нього написала твір.
Для прикриття, Гомер щовечора розповідає Мардж, що він їде в таверну Мо. Однієї ночі Мардж сумнівається в історіях Гомера і проганяє його спати на дивані. Гомер запрошує Мардж, кажучи, що він все пояснить у Сніжному бальному залі, де вони примиряються, танцюючи разом.

## Ставлення критиків і глядачів
Під час прем'єри серію переглянули 1,75 млн осіб з рейтингом 0.6, що зробило її другим найпопулярнішим шоу на каналі «Fox» тієї ночі, після «Сім'янина», однак найменш популярною серією загалом на той час.
Денніс Перкінс з «The A.V. Club» дав серії оцінку B-, сказавши, що серія «працює добре, хоча б, допоки дотримується тієї історії, яку вона призначена розповісти».
Тоні Сокол з «Den of Geek» дав серії три з п'яти зірок, сказавши, що «питання перегляду серіалів є глибоко особистим, і дуже зворушлива реакція Ліси на момент [наприкінці серії], коли її батьки знову возз'єднуються…»
Згідно з голосуванням на сайті The NoHomers Club більшість фанатів оцінили серію на 3/5 із середньою оцінкою 3,19/5.